# Aediodina
Aediodina és un gènere monotípic d'arnes de la família Crambidae. Conté només una espècie, Aediodina quaternalis, que es troba a l'illa d'Ambon i Taiwan.